# Cauterizzazione

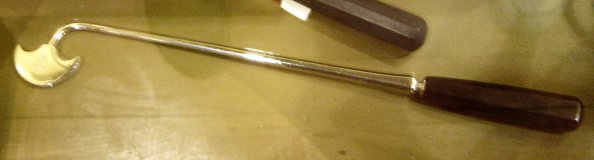
Un antico cauterio (dal Museo di Storia della Medicina di Parigi)

La cauterizzazione è un'operazione di bruciatura che si effettua mediante l'utilizzo del cauterio, uno strumento chirurgico per eseguire bruciature a livello terapeutico per eliminare delle imperfezioni o escrescenze cutanee, come le verruche, e anche piccoli tumori.
Questa tecnica viene anche impiegata per arrestare delle piccole fuoriuscite di sangue durante alcuni interventi chirurgici; bruciando il tessuto viene prodotto calore il quale produce la coagulazione delle proteine dei tessuti organici circostanti la ferita, producendo così un effetto emostatico.

## Etimologia
Dal latino cauterizare "bruciare o marchiare con un ferro caldo", dal greco καυτηριάζειν > kauteriazein.

## Storia
La cauterizzazione è una tecnica che risale fin dai tempi più antichi e prima del XVI secolo l'unico modo conosciuto per fermare un'emorragia era quello di arroventare un pezzo di ferro e di metterlo a contatto con la ferita o con il tessuto organico, producendo un effetto emostatico. Ippocrate di Kos (460 a.C. - 377 a.C.) fu uno dei primi studiosi che descrissero alcune applicazioni sul corpo umano di questa tecnica. Nella scuola ippocratica il cauterio diventò uno strumento utilizzatissimo, non solo per arrestare le emorragie, ma si pensava che potesse curare anche altre malattie. Alcuni Aforismi dal Corpus Hippocraticum recitavano:
Nella tradizione Araba, Muhammad curò diversi dei suoi seguaci feriti con la cauterizzazione, ma poi ne proibì l'uso, probabilmente però solo per evitare che chi la praticava potesse vantare che il cauterio fosse in grado di curare di tutto.
Ma questo divieto non influenzò molto i medici arabi, che oltre a continuare la pratica della cauterizzazione, effettivamente la utilizzavano per molti altri disturbi, non solo per fermare le emorragie. Abulcasis (936 – 1013) la prescriveva per emicrania, epilessia, letargia e apoplessia. La pratica operatoria in questi casi prevedeva di applicare un ferro rovente sulla testa fino ad esporre l'osso.
L'utilizzo del cauterio fu continuato dalla Scuola medica salernitana ed esso rimase una pratica comunissima durante tutto il Medioevo. Guglielmo da Saliceto (1210 – 1277) cominciò a sostituirne l'utilizzo con il bisturi. È invece senza alcun fondamento storico, nonostante si trovi in molti testi di storia della medicina, l'idea che l'ampio utilizzo del cauterio, che fermava le emorragie in modo radicale, fosse dovuto a proibizioni ecclesiastiche relative agli spargimenti di sangue (da notare in particolare come il famoso editto Ecclesia abhorret a sanguine non sia mai esistito).

Durante il Rinascimento anche Ambroise Paré (1509 - 1590) fece molto uso della cauterizzazione, preferendo quella attiva, fatta con il ferro rovente, piuttosto che quella passiva, fatta con acidi od olio bollente.